# Lydum Sogn
Lydum Sogn er et sogn i Varde Provsti (Ribe Stift).
Lydum Sogn var et selvstændigt pastorat indtil det i 1633 fik Lønne Sogn som anneks. I 1681 blev Lønne Sogn i stedet annekteret
til Henne Sogn, og i 1683 blev Lydum Sogn anneks til Nørre Nebel Sogn. Alle 4 sogne hørte til Vester Horne Herred i Ribe Amt. Nørre Nebel-Lydum sognekommune blev ved kommunalreformen i 1970 indlemmet i Blaabjerg Kommune, som ved strukturreformen i 2007 indgik i Varde Kommune.
I Lydum Sogn ligger Lydum Kirke, som i 2012 blev en lejlighedskirke, hvor de regelmæssige gudstjenester ophørte.
I sognet findes følgende autoriserede stednavne:
- Frisgårde (bebyggelse)
- Hekkenfeld (bebyggelse)
- Lydum (bebyggelse)
- Lydum Plantage (areal)
- Lydumgårds Mark (bebyggelse)
- Nørre Lydum (bebyggelse, ejerlav)
- Rærup (bebyggelse, ejerlav)
- Sønder Lydum (bebyggelse, ejerlav)